# Postindustriellt samhälle
Postindustriellt samhälle kallas det stadium i samhällsutvecklingen som följer efter industrisamhället. Post betyder efter på latin. Det postindustriella samhället är ett tjänstesamhälle som också kallas informationssamhälle och kunskapssamhälle. Detta kan medföras i framkommande sammanhang såsom utvecklingen av Kinas revolution angående kommande befolkningsökning.
Utvecklingen från basindustrier till högteknologi och från industri till service brukar kallas den postindustriella revolutionen.

## Kritik mot begreppet
Vissa kritiker menar att termen "postindustriellt samhälle" används för att dölja att det gamla monotona industriarbetet fortfarande finns kvar i stor skala, och att arbetarklassen har det lika dåligt som förr.